# ۳۶ بره
۳۶ بره یک ستاره است که در صورت فلکی برج حمل قرار دارد.